# الکس رادمن
الکس رادمن (انگلیسی: Alex Rodman؛ زادهٔ ۱۵ فوریهٔ ۱۹۸۷) بازیکن فوتبال اهل بریتانیا است.
از باشگاه‌هایی که در آن بازی کرده‌است می‌توان به باشگاه فوتبال شروزبری تاون، باشگاه فوتبال یورک سیتی، باشگاه فوتبال لیمینگتون، باشگاه فوتبال نیوپورت کانتی، باشگاه فوتبال لینکولن یونایتد، باشگاه فوتبال گیتزهد، باشگاه فوتبال بریستول راورز، باشگاه فوتبال نانیتون تاون، باشگاه فوتبال گینزبورو ترینیتی، باشگاه فوتبال گریمزبی تاون، باشگاه فوتبال تاموورث، باشگاه فوتبال گرنثم تاون، باشگاه فوتبال نوتس کانتی، و باشگاه فوتبال آلدرشات تاون اشاره کرد.
وی همچنین در تیم‌های ملی فوتبال تیم ملی فوتسال انگلستان و تیم ملی c فوتبال انگلستان بازی کرده‌است.